# Centro Luiz Gonzaga de Tradições Nordestinas
O Centro Luiz Gonzaga de Tradições Nordestinas, também conhecido como Feira de São Cristóvão, é um pavilhão que promove a cultura e o comércio de produtos nordestinos. Localizado no bairro de São Cristóvão na cidade do Rio de Janeiro, no Brasil. Foi criado em homenagem a Luiz Gonzaga, o Rei do Baião.
O prédio, inaugurado em 1962, foi construído no final dos anos 50 e concebido para abrigar a Exposição Internacional de Indústria e Comércio durante o Governo Juscelino Kubitschek. A obra foi um empreendimento do empresário Joaquim Rolla.

## Estrutura ousada e premiação internacional
Projetado pelo arquiteto Sérgio Bernardes, o Pavilhão, originalmente, já foi uma das maiores áreas cobertas sem viga do mundo, com 156.000m². Para cobrir o Pavilhão desprezando o auxílio de colunas, as paredes foram projetadas no sentido de ancorar os cabos de aço, compondo a superfície elíptica curvada em dois sentidos, tal qual a conheciam.
A cobertura original era plástica e tinha ventilação natural. A água era bombeada para os pontos mais altos e escorria para os mais baixos terminando numa espécie de cascata sobre dois lagos laterais, um sistema que ajudava a diminuir a temperatura ambiente nos dias mais quentes, bastante arrojado para a época. O projeto arquitetônico recebeu em 1958 o primeiro prêmio na categoria "arquitetura e estrutura" da Exposição Internacional de Bruxelas, na Bélgica, devido suas características inovadoras.

## O Palácio das exposições e o seu declínio
A finalidade inicial da construção era ser o chamado Palácio das Exposições, para abrigar feiras e exposições e durante muitos anos esta foi a sua principal caracterísitica. Nas décadas de 1960 e 1970 ele foi usado para as exposições anuais do Exército Brasileiro, festivais de chope, feiras de animais; até uma exposição organizada pela União Soviética ocorreu no local.
Anos mais tarde, devido à falência do empresário Joaquim Rolla, o pavilhão passou para a administração pública, todavia permaneceu sem maiores obras de conservação e manutenção. O espaço perdeu prestígio para outros centros de exposições e lazer. Além do mais, o sistema de refrigeração do telhado não mais funcionou e o material do telhado, feito em alumínio, acabou por maximizar a temperatura dentro do pavilhão em dias mais quentes.
Desde 1986 passou a ser usado provisoriamente como local de barracão das escolas de samba para a construção das alegorias para os desfiles de carnaval; pois elas haviam sido despejadas dos antigos armazéns do Cais do Porto pela Companhia Docas do Rio de Janeiro (CDRJ), do Governo Federal. Em 1988 a prefeitura do Rio de Janeiro cogitou vender o pavilhão, mas a ideia não prosperou.
Em maio de 1990 um incêndio de grandes proporções, iniciado no barracão da Unidos do Viradouro, danificou grande parte do telhado. Em abril de 1991, um vendaval veio a destruir grande parte do que restava da cobertura, a qual foi totalmente retirada pela prefeitura nos meses seguintes.

## Revitalização e espaço cultural nordestino

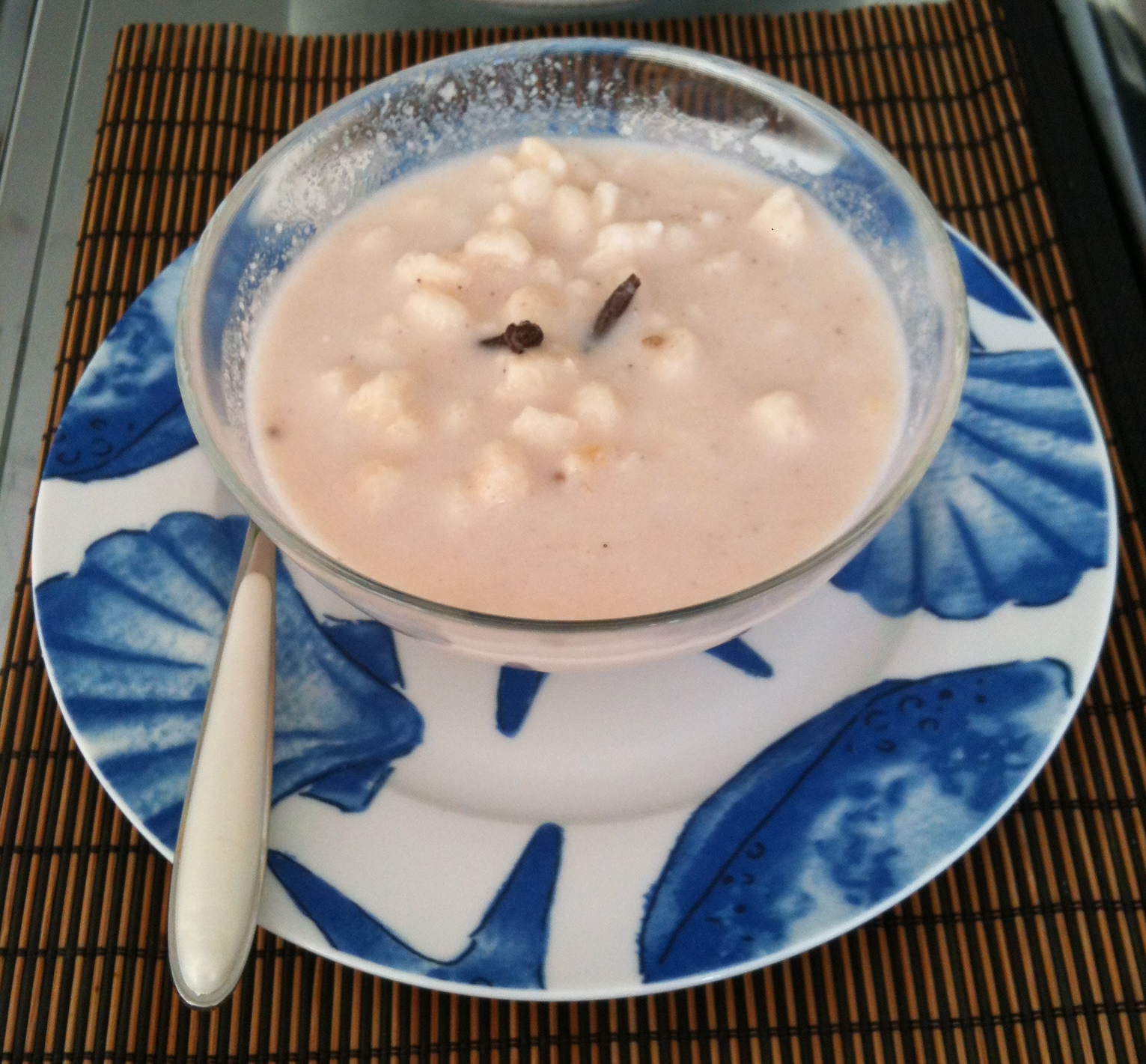
Mungunzá, iguaria nordestina que pode ser apreciada na feira.

Em 2003 o então prefeito Cesar Maia aproveitou o espaço descoberto do pavilhão para abrigar a céu aberto a feira nordestina, que já há muitos anos funcionava no estacionamento em volta do Campo de São Cristóvão, que era a maior aglomeração de tradições nordestinas fora do Nordeste.
No Pavilhão de São Cristóvão, a cultura nordestina é manifestada nas suas mais diversas formas, destacando-se a música e a culinária.
É um local para apresentação de shows musicais de ritmos nordestinos, entre os quais destaca-se o forró, com apresentação de diversos grupos distribuídos em dois grandes palcos. Além dos artistas locais, periodicamente se apresentam grandes nomes da música e cantores conhecidos como repentistas, que utilizam o talento de improvisar versos para atrair ouvintes que frequentam o local e contribuem voluntariamente em troca de algumas canções e versos, na sua maioria improvisados.